# M.O
M.O – brytyjski girlsband utworzony w 2012 roku, w którego skład wchodzą obecnie Annie Ashcroft, Chanal Benjilali, oraz Nadine Samuels, po odejściu z zespołu w czerwcu 2017 roku Frankee Connolly.